# Boconita
Genre
Boconita est un genre d'araignées aranéomorphes de la famille des Pholcidae.

## Distribution
Les espèces de ce genre sont endémiques du Venezuela.

## Liste des espèces
Selon World Spider Catalog (version 21.5, 18/10/2020) :
- Boconita sayona Huber, 2020
- Boconita yacambu Huber, 2020

## Publication originale
- Huber & Villarreal, 2020 : « On Venezuelan pholcid spiders (Araneae, Pholcidae). » European Journal of Taxonomy, no 718, p. 1-317 (texte intégral).